# 변소식

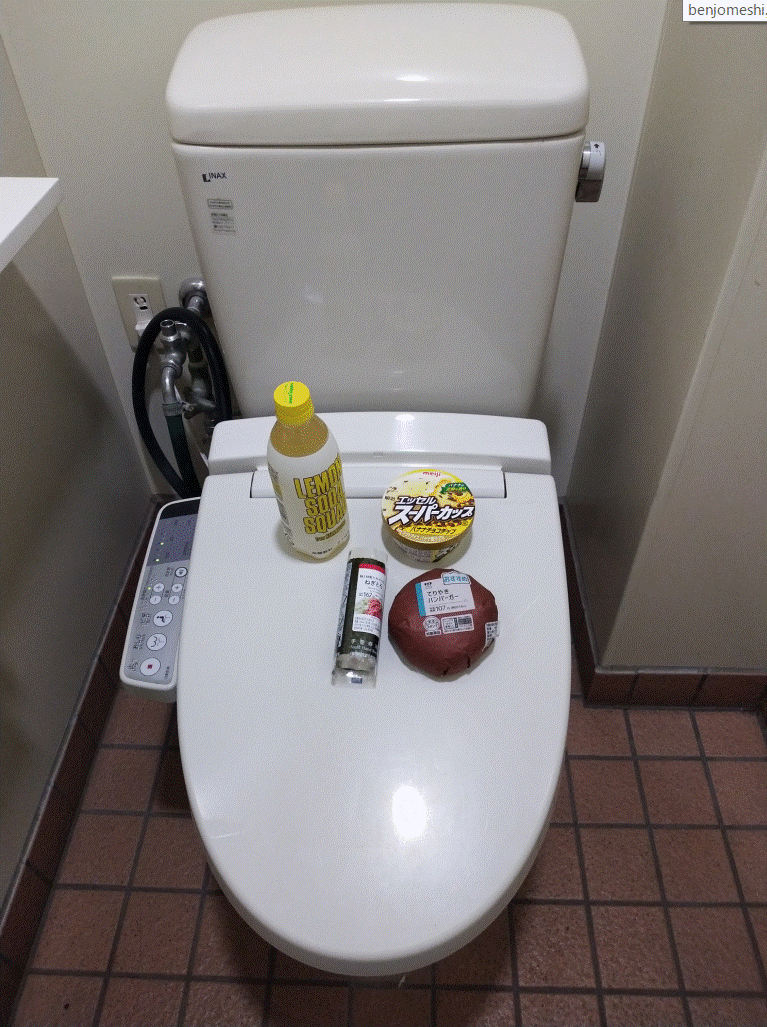
직전 모습

변소밥은 변소 안에서 식사를 하는 행위를 일컫는 속어.

## 개요
현대 사회에서는 여러 가지 사정으로 인해 화장실의 개인실에서 식사를 하는 사람이 일정하게 존재하며, 그 행위를 가리켜 '변소밥'라고 부른다. 변소밥가 행해지는 이유 중 하나로 혼자서 식사하는 모습을 외롭다고 생각하여 그런 외로운 모습을 보이지 않기 위해 화장실의 개인실에서 남의 눈을 피해 식사를 한다 라는 것이 있으며, 이에 대해서는 사회적인 문제로 여겨지기도 한다. 그 외 변소밥의 이유로는 외식비를 절약하기 위해, 원래의 식사 장소가 만석이라서, 바쁜 직장에서 동료들에게서 숨어서 식사를 하기 위해, 단순히 화장실의 개인실이 편해서 등 다양한 이유가 있다.
변소밥는 남의 눈을 피해 식사를 하는 경우가 많기 때문에 외부에서 볼 때 변소밥가 이루어지고 있다는 것을 인지하기가 매우 어렵다. 때문에 변소밥라는 단어가 보도된 초기에는 진위 여부가 의심스러운 도시전설처럼 취급되었으나, 이후 보도와 조사가 진행되어 현재는 일반인들에게 널리 알려지게 되었다.
변소와 식사를 합친 변소밥라는 단어는 관심을 끌기 쉬워 드라마나 만화의 소재 등으로도 가끔 사용되며, 일본에서는 변소에서 식사를 하는 사람이 있다고 해외에서도 보도된 바 있다.

## 사회조사

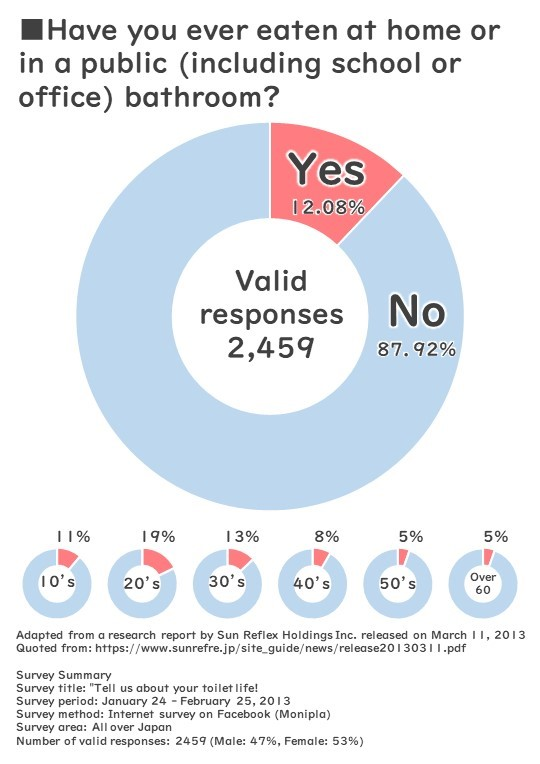
2013년 조사에서는 12.08%가 '경험이 있다'고 답했다.

변소밥라는 실체를 파악하기 어려운 현상에 대해 실제로 얼마나 많은 사람들이 경험하고 있는지, 일본에서는 지금까지 여러 차례 사회조사가 진행되었다. 조사마다 수치는 다르지만, 2013년에 실시된 가장 큰 규모의 조사에서는 12% 정도의 사람들이 화장실에서 식사를 한 경험이 있다고 응답했다. 연령으로는 젊은 층의 비율이 상대적으로 높았고, 성별로는 여성의 비율이 상대적으로 높았다.

## 고독에 대한 시선에 대한 두려움
변소밥가 행해지는 이유 중 하나로 외로움에 대한 시선을 피하기 위해 개인실을 이용한다는 것이 있으며, 이를 해결해야 할 사회 문제로 보는 의견도 있다.
회사나 학교 등 집단생활에서는 친구의 수로 그 사람의 매력을 가늠하는 가치관이 일반적으로 존재하며, 친구가 없다고 여겨지는 사람은 그 자체로 부정적인 평가를 받는 경우가 적지 않다. 점심시간 등 자유 행동의 장에서는 친구들끼리 뭉치는 경우가 많고, 각자의 친구 수가 가시화되는 경우가 많다. 그래서 친구가 없고, 주변에서 친구가 없는(매력 없는) 사람으로 인식되는 것을 피하기 위해, 남의 눈을 피해 화장실의 개인실에서 숨어서 식사를 하는 경우가 있다.
오사카대 사회학 부교수 츠지 다이스케는 아사히신문에서 변소밥에 대해 "한정된 관계 속에서 친구를 만들어야 하고, 그렇지 못한 사람은 외로움뿐만 아니라 친구 없는 이상한 사람이라는 낙인찍힌 시선도 계속 견뎌야 한다. 이중적인 의미에서 소외되는 것이다. 그 시선으로부터 벗어날 수 있는 곳은 화장실의 개인실 정도밖에 남지 않았다"고 분석하고 있다. 츠지는 변소밥의 해소책으로 "학급제의 재검토를 포함해 어린이와 청소년들이 동년배 집단 이외의 다양한 관계를 맺을 수 있는 환경을 마련하는 것이 아닐까"라며 다층적인 인간관계를 보완하는 것으로 변소밥를 해소할 수 있지 않을까 고찰하고 있다.
한편, 군마대학의 사회학자 니노미야 유우 부교수는 논문 「『변소식』에 관한 일고찰 : 대학에서의 심리주의」에서 변소밥이라는 사건은 변소식 당사자와 그 외의 사람들과의 상호작용 속에서 발생했음에도 불구하고, 심리학 혹은 심리학풍의 지식을 사용하여 변소식라는 사건을 변소식 당사자 당사자 측의 마음의 문제로만 귀결시키는 것을 비판적으로 논했다. 니노미야는 변소식가 당사자와 심리전문가 간의 개인적 차원에서만 해결될 수 있다는 이해에는 '인식론적 오류'가 있다며, 사회적으로 구성된 '문제'를 개인이 해결해야 할 '문제'로 보는 것이 오류라는 것을 학생들에게 전달해야 한다고 주장했다. 또한, 애초에 변소식가 반드시 사회적 개입을 필요로 하는 '문제'인지에 대한 의문을 제기하고 있다. 니노미야에 따르면, 변소식는 대학 생활에서 주변과의 갈등을 일시적으로 피하기 위한 적절한 선택일 수 있다며 변소식를 일면적으로 '문제'로 보는 것에 대해 의문을 표했다.

## 기타
산케이신문의 취재에 대해 한 변소밥 경험자는 "변소밥를 하고 있는 사람은 다른 사람이 변소밥를 하고 있다는 것을 왠지 모르게 알 수 있다"며 변소밥를 하고 있는 사람은 제삼자가 다른 방에서 변소밥를 하고 있다는 것을 인지할 수 있다고 말했다. 또한 인터뷰 대상자는 이후 다른 변소밥 행위자와 "'사실은...', '나도...'라는 식으로 서로 고백을 했다"고 한다.
한 변소밥 경험자는 "변소밥는 각자 자신만의 은신처를 가지고 있을 것"이라며 변소밥 숙련자는 불특정 다수가 아닌 특정 개인실을 이용하는 습관이 있다는 견해를 밝혔다.

## 같이 보기
- 아오키 마리코 현상

1. 1 2 3  “一人で食事する寂しい姿を見られたくない 「便所飯」経験している20代の80%は女性だった”. 《J-cast》. ジェイキャスト. 2013년 4월 14일. 2021년 9월 23일에 확인함.